# Französisch-österreichische Beziehungen
Die französisch-österreichischen Beziehungen gehen bis in das 14. Jahrhundert zurück, wobei deren Geschichte sowohl von Konflikten als auch von Zusammenarbeit geprägt ist. Die beiden Länder haben im Laufe ihrer Geschichte sowohl die Rolle der Gegner, Verbündeten, aber auch gegenseitigen Unterstützer eingenommen. Die Heirat zwischen Marie-Antoinette von Österreich-Lothringen und Ludwig XVI. stellte dabei ein Zeugnis des Bündnisses dar, das später in mehreren militärischen Konflikten und anschließenden Friedensverhandlungen auf die Probe gestellt wurde.
Als Partner in der Europäischen Union herrscht heute eine gute Basis für Zusammenarbeit und es gibt in kultureller und wirtschaftlicher Hinsicht einen regen Austausch dieser beiden Länder, wobei auf gemeinsames Vorankommen gesetzt wird.

## Geschichte

### Beziehungen Frankreichs zur Habsburgermonarchie vor 1804
Der Konflikt um die Vorherrschaft in Europa zwischen Habsburg und Frankreich
Seit der zweiten Hälfte des 14. Jahrhunderts hatte sich auf dem Boden des alten Lotharingien beiderseits der französisch-deutschen Sprachgrenze der burgundische Staat zu bilden begonnen. Dieser setzte sich aus verschiedenen, weder national noch wirtschaftlich oder kulturell einheitlichen, Ländern zusammen und stieg im 15. Jahrhundert zur europäischen Großmacht auf. Man nannte den neuen Staat „das Große Herzogtum des Abendlandes“, da es an Macht und Reichtum die meisten Monarchien Europas übertraf. Was diesem Staatsbau jedoch fehlte, war eine Königskrone. Unter dem letzten Herzog, Karl dem Kühnen, sollte sich dies jedoch ändern. Denn er hatte vor, eine burgundisch-habsburgische Verbindung einzugehen, mit dem er sich erhoffte, dass das Staatsgeflecht zum Königtum erhoben wird.
Als im Januar 1477 Karl der Kühne in der Schlacht von Nancy fiel, ohne einen männlichen Erben zu hinterlassen, endete die Autonomie des burgundischen Herzogtums. Karl der Kühne hatte zuvor das Versprechen gegeben, dass seine Tochter Maria von Burgund mit Maximilian I., dem Sohn von Kaiser Friedrich III., verheiratet werden sollte, was noch im selben Jahr geschah. Mit dieser Hochzeit sollte jedoch ein Konflikt ausbrechen, der jahrhundertelang zwischen Frankreich und den Habsburgern andauerte.
Maximilian I. machte nämlich im Namen von Karls Erbtochter Maria von Burgund ebenso Ansprüche auf das burgundische Erbe geltend, wie es auch der französische König Ludwig XI. aus dem Haus Valois, dem die Herzöge von Burgund entstammten, tat. Es folgten von 1477 bis 1482 und von 1487 bis 1493 währende burgundische Erbfolgekriege. 1493 konnte schließlich mit König Karl VIII. von Frankreich der Friede von Senlis geschlossen werden. Maximilian behielt bis auf das französische Lehen den Großteil der burgundischen Territorien auf dem Gebiet des Heiligen Römischen Reiches.
Aus der Ehe von Maximilian I. und Maria von Burgund kam 1478 der Sohn Philipp I. „der Schöne“ zur Welt, dessen Geburt für die Festigung habsburgischer Herrschaft in Burgund von großer Bedeutung war. Philipp I. wurde 1496 im Zuge der Heiratsplanungen Maximilians I. mit Johanna, der Tochter der „katholischen Könige“ Isabella von Kastilien und Ferdinand von Aragon, die an der Wiege des entstehenden spanischen Großreiches standen, verheiratet. Neben den Territorien auf der iberischen Halbinsel erstreckte sich das spanische Großreich auch auf süditalienische Gebiete (Sardinien, Neapel und Sizilien) sowie auf die kürzlich entdeckten überseeischen Kolonien. Der politische Hintergrund für diese dynastischen Annäherungsversuche war ein Bündnis gegen Frankreich. Dies verschärfte die habsburgisch-französische Rivalität aufs Neue.
Aufgrund plötzlicher Todesfälle war Johanna die alleinige Erbin der vereinten Kronen Spaniens, womit sich Philipp I. nun in Spanien in einer ähnlichen Situation wie zuvor sein Vater in Burgund befand: Er war der Prinzgemahl der Erbtochter. Deren beider Sohn wiederum, der spätere Kaiser Karl V., trat 1515 die Herrschaft im burgundischen Flandern und im Jahr darauf im Königreich Spanien an. Damit vereinte er mehrere Kronen und noch mehr Ansprüche, die als Fundament für den Versuch dienten, eine dynastische Universalmonarchie mit habsburgischer Hegemonie über Europa zu begründen. Frankreich sah sich eingekesselt: Im Süden lag das iberische Kerngebiet der aufsteigenden Großmacht Spanien. Im Norden und Osten entlang der Grenze Frankreichs zum Heiligen Römischen Reich fand sich die bunte Agglomeration von Territorien, die als burgundisches Erbe unter die Herrschaft Habsburgs gelangt waren. Das Bestreben der französischen Krone, sich aus der drohenden Umklammerung durch die habsburgischen Besitzungen zu lösen, um das Haus Habsburg als Konkurrenten um die Vorherrschaft in Europa auszuschalten, mündete in einem weiteren 240 Jahre lang andauernden kriegerischen Konflikt zwischen den Habsburgern und Frankreich: der habsburgisch-französische Gegensatz. Dieser erstreckte sich von den italienischen Kriegen (1494–1559) über den Dreißigjährigen Krieg (1618–1648) bis hin zum Spanischen Erbfolgekrieg (1701–1714) und endete in den Abkommen von Utrecht 1713, Rastatt und Baden 1714. Die Friedensschlüsse von Utrecht, Rastatt und Baden brachten den Durchbruch für ein europäisches System, das auf der Vorstellung des Gleichgewichts und der Austarierung politischer Interessen beruhte.

#### Umkehr der Allianzen oder renversement des alliances
Die Habsburgermonarchie fühlte sich durch das aufsteigende Preußen, welche durch die Vergrößerung des Heeres unter Friedrich Wilhelm I. in den 1740er-Jahren und der Übernahme von Schlesien im ersten Schlesienkrieg (1740–1742) zur Großmacht aufgestiegen waren, immer mehr in Bedrängnis gebracht. So suchte man einen Bündnispartner im historischen Dauerrivalen Frankreich. Frankreich konkurrierte in der Mitte des 18. Jahrhunderts sowohl auf dem europäischen Kontinent, als auch in den Kolonien immer mehr mit England. Durch die Konvention von Westminster 1756 zwischen England und Preußen suchte auch Frankreich die Nähe zur Habsburgermonarchie. Dieses historische Ereignis wird als renversement des alliances bezeichnet und beschreibt eine grundlegende Veränderung der europäischen Mächteordnung.  Im Februar desselben Jahres begann der Siebenjährige Krieg mit dem Angriff Frankreichs auf die britischen Inseln und auf die Insel Menorca und in weiterer Folge ein Krieg um Europa. Am 1. Mai 1756 wurde der erste Vertrag von Versailles abgeschlossen, welcher als Defensivbündnis bezeichnet wurde. Jedoch war er informell ein Angriffsbündnis gegen Preußen. Dem Bündnis zwischen schloss sich im Sommer 1759 auch Russland an. Der Vertrag beinhaltete gegenseitige Truppenhilfe, jedoch galt diese nicht für französisch-englische Kriege.  Ein Jahr nach dem ersten Versailles Vertrag wurde am 1. Mai 1757 ein zweiter habsburgisch-bourbonischer Vertrag unterzeichnet. Dieser zweite Versailles Vertrag sollte Frankreich mehrere Städte in den Österreichischen Niederlanden zusichern. Als Gegenleistung verpflichtete sich Frankreich, Österreich 130.000 Mann zur Verfügung zu stellen, 12 Millionen Gulden an die Habsburger zu zahlen und so lange mit Österreich zu kämpfen bis Schlesien und Glatz wieder ein Teil der Habsburgermonarchie sei. Der Siebenjährige Krieg endete 1763 und bestätigte den Status quo. Schlesien und Glatz blieben in preußischem Besitz und die österreichischen Erblande gehörten weiterhin zu Österreich.

#### Hochzeit zwischen Marie-Antoinette und Ludwig XVI.
1770 wurden die diplomatischen Beziehungen zwischen Frankreich und Österreich mit der Heirat von Maria Antonia, der Tochter Maria Theresias, und dem zukünftigen König von Frankreich Ludwig XVI., ein Enkel von Ludwig XV., gestärkt, womit der habsburgisch-französische Konflikt, der fast 300 Jahre andauerte, symbolisch beendet wurde.

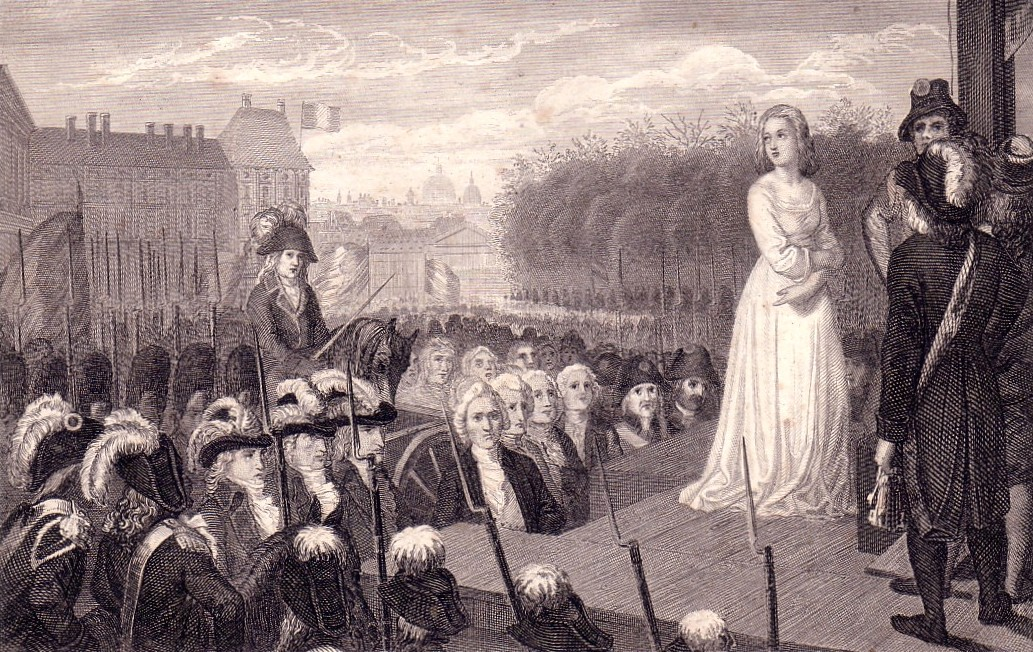
Hinrichtung von Marie-Antoinette in Paris

#### Französische Revolution
Kaiser Leopold II. stand der Französischen Revolution anfangs noch positiv gegenüber, doch 1791 bat ihn seine Schwester Marie-Antoinette bereits militärisch zu intervenieren und die Revolution zu beenden. Dies lehnte der Kaiser aber ab. Am 20. und 21. Juni 1791 versuchte die Königsfamilie aus Frankreich zu fliehen, wurde aber in Varennes abgefangen und zurück nach Paris gebracht. Am 3. September des Jahres kam es zur Ausrufung der konstitutionellen Monarchie. Kaiser Leopold II. und der preußische Könige Friedrich Wilhelm II. proklamierten die Zerschlagung der Französischen Revolution. Daraufhin erklärte Frankreich den Krieg, was unter der Bevölkerung große Zustimmung fand. Durch die Kanonade von Valmy am 20. September 1792 konnte das Revolutionsheer eine militärische Bedrohung von außen vorerst abwehren. Durch die Hinrichtung von Ludwig XVI. und seiner Frau 1793 traten aber auch andere Monarchien wie England dem Krieg gegen Frankreich bei.

#### Erster und Zweiter Koalitionskrieg
Mit der Pillnitzer Deklaration 1791 hatten sich Österreich und Preußen zusammengeschlossen, um gemeinsam König Ludwig XVI. während der Französischen Revolution zu unterstützen. Dieses Bündnis wurde im 18. Jahrhundert durch weitere europäische Mächte erweitert und gemeinsam versuchte man die Auswirkungen der Französischen Revolution einzudämmen.
Mit der Kriegserklärung Frankreichs am 20. April 1792 begann schließlich der Erste Koalitionskrieg, der am 17. Oktober 1797 mit dem Frieden von Campo Formio zwischen Frankreich und Österreich beendet wurde. Mit dem Rastatter Kongress von 1797 bis 1799 sollte die Ausführung der Friedensbeschlüsse besprochen werden, jedoch kam es dazu nicht mehr, weil die Napoleonischen Kriege begannen und somit die kriegerische Auseinandersetzung auch zwischen Frankreich und Österreich fortgesetzt wurde. Am 14. Juni 1800 fand die Schlacht am Marengo statt, die Oberitalien wieder unter französische Kontrolle brachte und einen entscheidenden Sieg gegenüber Österreich war. Im selben Jahr fand die Schlacht bei Hohenlinden statt, bei der die Franzosen die österreichische Armee wieder besiegten und somit in deren Land einmarschieren konnten. Österreich sah sich gezwungen, einen Friedensvertrag zu unterschreiben, so kam es zum Friede von Lunéville, der Frankreich die linksrheinischen Gebiete sicherte und die Anerkennung der durch französischen Revolutionsexport entstandenen Tochterrepubliken sowie des Königreichs Etrurien.

### Beziehungen zwischen 1804 und 1918

#### Napoleonische Kriege

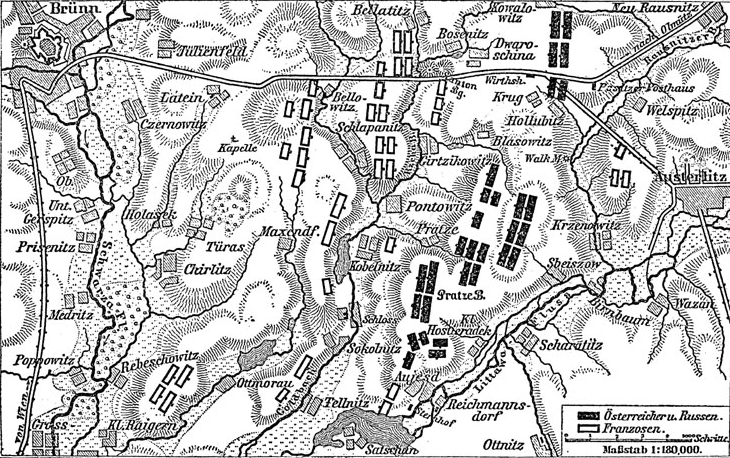
Schlacht bei Austerlitz

Im Dezember 1804 krönte sich Napoleon Bonaparte schließlich zum Kaiser der Franzosen, was die Folge hatte, dass das Kaisertum Österreich ausgerufen wurde und Kaiser Franz II. sich zum Kaiser Franz I. von Österreich ernannte.
1805 trat Österreich während des Dritten Koalitionskrieges der Allianz von Russland, Großbritannien und Schweden bei, um Holland und die Schweiz von Napoleon zu befreien. Im August dieses Jahres verlangte Frankreich von Österreich seine militärischen Truppen aus Tirol und Venetien zu entfernen. Kaiser Franz I. lehnte dies jedoch ab und so kam es, dass Napoleon ein Bündnis mit Spanien sowie süddeutschen Herrschern einging und schließlich am 25. September den Rhein überquerte. Als österreichische Truppen dann in Bayern vordrangen, kam es am 22. September zu einer Kriegserklärung von Frankreich an Österreich. Nach dem Sieg bei der Schlacht von Elchingen rückten die Franzosen nach Wien vor und es kam zur Schlacht am Pratzeberg zwischen Brünn und Austerlitz, die die bekannteste Schlacht der Napoleonischen Kriege werden sollte. Die österreichischen und russischen Truppen konnten Napoleon und seiner Armee nicht standhalten und mussten eine Niederlage in Kauf nehmen. Die Folgen waren, dass Napoleon seinen Sitz auf das Schloss Austerlitz verlegte, mit Kaiser Franz I. einen Waffenstillstand beschloss sowie der Abzug der russischen Truppen. Dieser Dritte Koalitionskrieg wurde dann endgültig 1805 mit dem Frieden von Pressburg beendet, der große Gebietsverluste für Österreich bedeutete. Des Weiteren führte dieser Friedensbeschluss zur Auflösung des Heiligen Römischen Reiches, denn Napoleon drängte Kaiser Franz II. die Kaiserkrone niederzulegen. Ein Jahr später kam es zur Gründung des Rheinbundes, der auf Napoleons Initiative entstand und ihm zur Heeresfolge verpflichtet war, und somit zur endgültigen Auflösung des HRR.

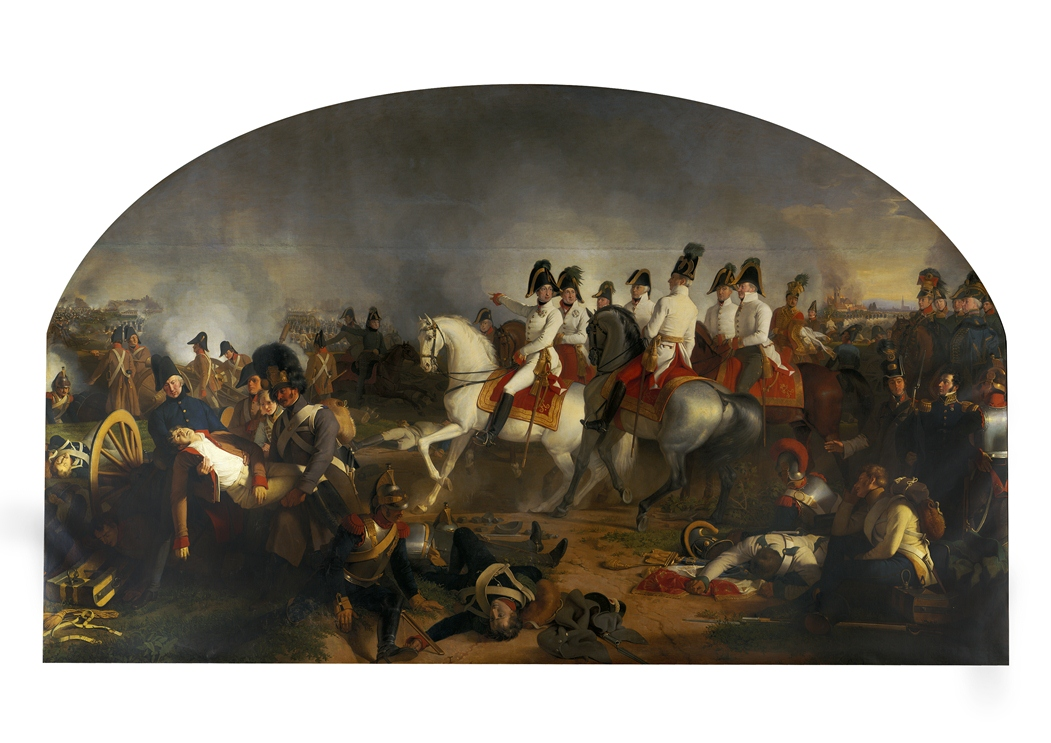
Erzherzog Karl bei der Schlacht von Aspern 1809

Nach den Erfolgen bei der Schlacht von Abensberg, Schlacht von Eggmühl sowie bei den Kämpfen von Regensburg schaffte es Napoleon mit seiner Armee am 13. Mai 1809 nach Wien vorzurücken. Östlich von Wien kam es schließlich zur Schlacht von Aspern, mit der die Österreicher nicht nur einen Sieg, sondern die erste Niederlage Napoleons auf einem Schlachtfeld feiern konnten. Der französische Kaiser konnte jedoch die nachfolgenden Kämpfe gegen Österreich für sich gewinnen und in Znaim einen Waffenstillstand sichern. Am 14. Oktober 1809 wurde der Friede von Schönbrunn zwischen Napoleon und Kaiser Franz I. geschlossen, der für Österreich weitere Gebietsverluste bedeutete und auch eine Kriegskontribution an Frankreich vorsah. Gemeinsam mit den noch bevorstehenden Staatsausgaben für die Teilnahme an den Napoleonischen Kriege 1811 führte dies zum Staatsbankrott in Österreich. Um die politischen Verhältnisse zu festigen, wurde 1810 auf Drängen Metternichs die Tochter von Kaiser Franz I., die Erzherzogin Marie Louise, mit Napoleon verheiratet. Dieses Bündnis zwang Österreich 1812 am Russlandfeldzug teilzunehmen.
1813 tritt Österreich zusammen mit Preußen erneut in Kriegshandlungen gegen Frankreich ein, um endgültig die französische Vorherrschaft unter Napoleon Bonaparte in Europa zu beenden. Im Oktober schaffte es die Allianz von Russland, Österreich und Preußen den französischen Kaiser bei der Völkerschlacht von Leipzig zu schlagen. Beim Kongress von Châtillon versuchte man einen Frieden zu schließen, jedoch brachen die Alliierten die Verhandlungen ab, da die französische Seite einen inakzeptablen Entwurf der Beschlüsse vorlag, der den Vorstellungen der Alliierten nicht entsprach. Der Krieg wurde fortgesetzt und bei der Schlacht von Arcis-sur-Aube erfuhr Napoleon seine endgültige Niederlage.

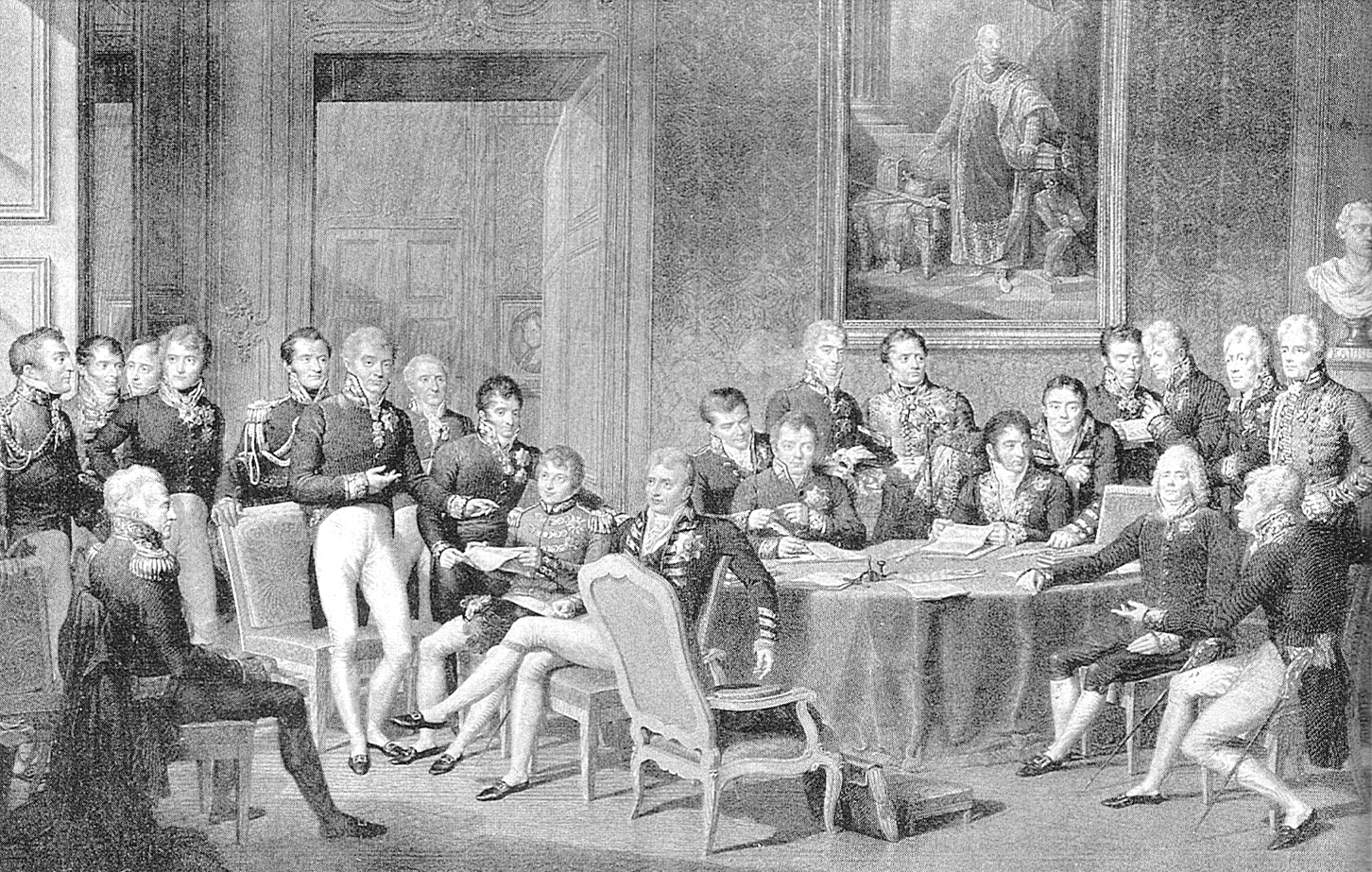
Wiener Kongress

Am 31. März 1814 nehmen die verbündeten Truppen Paris ein und Napoleon muss abdanken. Er wird durch den Vertrag von Fontainebleau, der von Österreich, Russland, Preußen und ihm selbst geschlossen wurde, der ihn auf die Insel Elba verbannte und Kaiserin Marie-Louise die italienischen Herzogtümer Parma, Piacenza und Guastalla mit voller Autonomie zusicherte. Im September dieses Jahres bis zum 9. Juni 1815 findet der Wiener Kongress unter der Leitung des österreichischen Außenministers Fürst von Metternich statt, dessen Ziel die Neuordnung Europas nach der Niederlage Napoleons war und mit dem sich Österreich wieder viele an Frankreich verlorene Gebiete sichern konnte.

#### Revolution 1848
Im Februar 1848 wird in Frankreich die bürgerlich-demokratische Revolution beendet und die Zweite Französische Republik ausgerufen. Der Geist der Revolution machte sich auch in Österreich bemerkbar, sodass sich im selben Jahr noch ein Umsturz ereignete, der jedoch erfolglos blieb, da sich danach der Neoabsolutismus fortsetzte.
Im Bereich der Außenpolitik drohten der Donaumonarchie einige Gefahren. Die Beziehung zu Preußen war belastet, zu England bestanden wirtschaftliche Gegensätze und Russland sah Österreich als Feind an, da dieses Russland im Krimkrieg nicht unterstützte. Frankreich war unter Napoleon bereit, einen Krieg mit Österreich zu riskieren, um sich durch die Unabhängigkeitsbewegung Lombardo-Venetiens Teile Oberitaliens zu sichern.
Deutsch-Französischer Krieg 1870–1871
Der französisch-preußische Krieg von 1870, in dem sich auch die Süddeutschen Staaten an Preußens Seite stellten, führte durch einen raschen und eindeutigen Sieg und die Proklamation Wilhelms I. 1871 zur Entstehung des Deutschen Kaiserreichs. Nach der Niederlage für Frankreich wurde Kaiser Napoleon III. abgesetzt und machte der Dritten Republik Platz.
Bündnispolitik in Europa
Nach den 1870er Jahren führte die Bündnispolitik zu einer Konstellation, bei der sich zwei feindliche Blöcke gegenüber standen. Zwischen allen europäischen Staaten bestanden viele Probleme, wodurch die Kriegsbereitschaft sehr hoch war. 1878 schlossen die Habsburgermonarchie und das deutsche Kaiserreich den Zweibund. Dieser erweiterte sich 1882 um Italien und 1883 um Rumänien. Das Zusammenwirken dieser war jedoch aufgrund zahlreicher Spannungen zwischen den beiden neuen Bündnispartnern und der Donaumonarchie konfliktreich. Die gegnerische Allianz bildete sich ab 1894 durch das Bündnis zwischen Frankreich und Russland, gefolgt vom Bündnis zwischen Frankreich und England 1904. Schließlich schlossen 1907 auch Russland und England ein Bündnis ab. Diese drei Bündnispartner sollen im Ersten Weltkrieg als “Entente cordiale” Partner werden.

#### Erster Weltkrieg

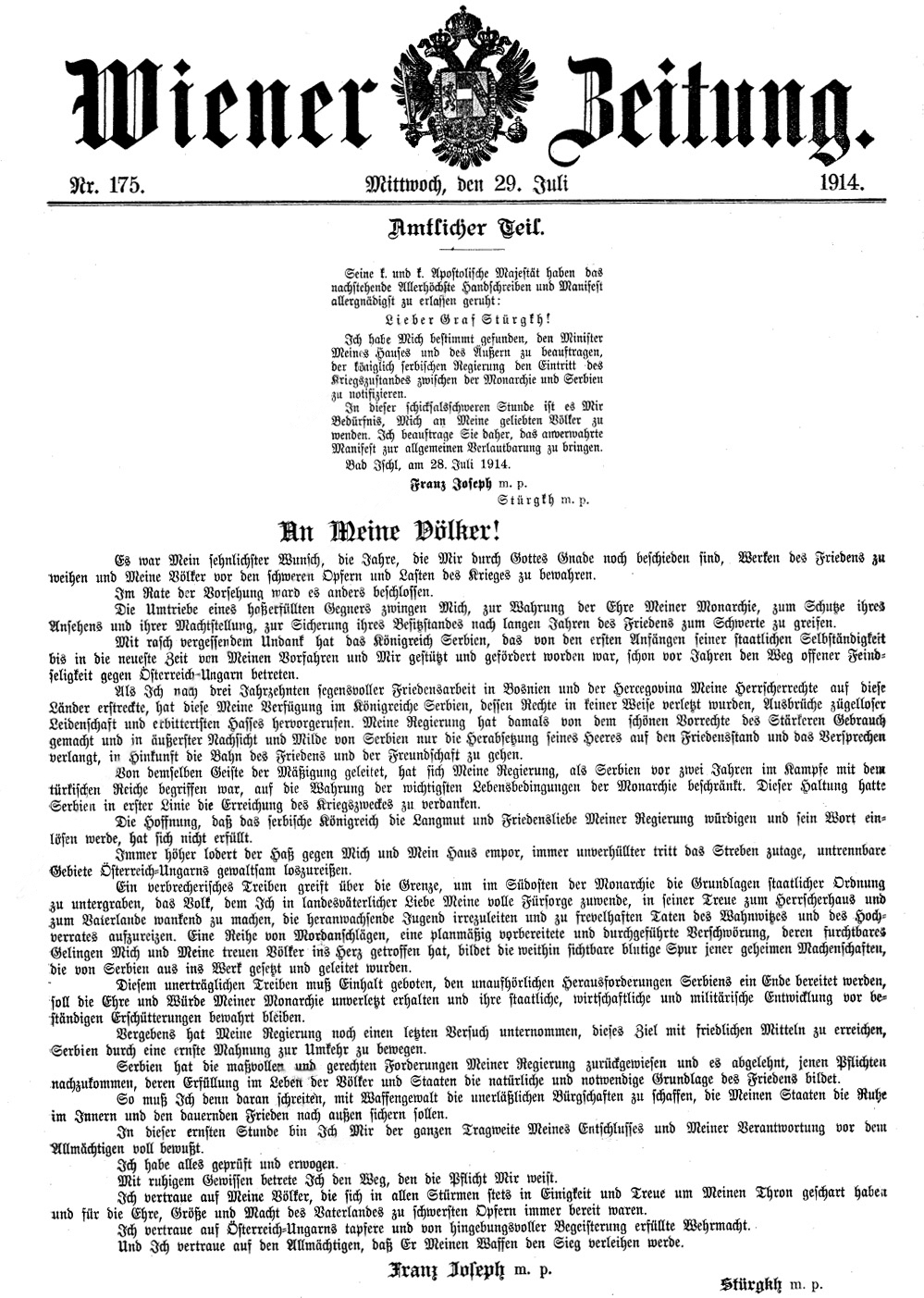
Wiener Zeitung – Kriegserklärung Österreichs an Serbien

Nach dem Attentat von Sarajevo vom 28. Juni 1914 und die dadurch ausgelöste Julikrise begann am 28. Juli 1914 mit der Kriegserklärung Österreich-Ungarns an Serbien der Erste Weltkrieg. Deutschland unterstützte den österreichischen Bündnispartner in seiner strengen Haltung gegen Serbien. Serbien wurde von Russland unterstützt.
Am 10. August 1914 brach Frankreich die diplomatischen Beziehungen zu Österreich-Ungarn ab. Damit konnten die beiden Regierungen nicht mehr direkt kommunizieren. Frankreich begründete den Abbruch damit, dass Österreich-Ungarn durch die Kriegserklärung an Serbien die Feindseligkeiten in Europa vom Zaun gebrochen und ohne jegliche Provokation seitens der französischen Regierung auch den Kriegszustand mit Frankreich hergestellt hätte, insbesondere durch die Kriegserklärung an den französischen Verbündeten Russland und die in feindlicher Absicht gegen Frankreich vollzogene Entsendung österreichisch-ungarischer Truppen an die deutsch-französische Grenze.
Die Julikrise endete damit, dass Deutschland am 1. August Russland und am 3. August Frankreich den Krieg erklärte. Als deutschen Truppen durch das neutrale Belgien nach Frankreich marschierten, erklärte Großbritannien am 4. August Deutschland den Krieg. Am gleichen Tag drangen deutsche Truppen in Belgien ein.
Österreichisch-Ungarische Truppen wurden an der Westfront als militärische Unterstützung des Deutschen Reichs in Frankreich und Belgien eingesetzt.
Italien erklärte sich am 3. August für neutral und forderte von den Mittelmächten später als Preis für seine Neutralität von Österreich-Ungarn mindestens die Abtretung des Trentino. Als Österreich-Ungarn am 8. März 1915 schließlich signalisierte, dazu bereit zu sein, hatte die Entente Italien bereits viel mehr versprochen. Die beiden unterzeichneten im April 1915 den Londoner Vertrag und Italien erklärte Österreich-Ungarn am 23. Mai 1915 den Krieg. Das Königreich Rumänien trat am 27. August 1916 auf der Seite der Entente in den Krieg ein mit dem Kriegsziel, Siebenbürgen zu besetzen (siehe auch Chronologie des Ersten Weltkrieges).
Auf der Seite der Mittelmächte beteiligten sich die Türkei und Bulgarien am Krieg.
Am 3. November 1918 wurde der Waffenstillstand von Villa Giusti geschlossen und am 8. November der Waffenstillstand von Compiègne.
Wesentliche Kriegsbeteiligte waren Deutschland, Österreich-Ungarn, das Osmanische Reich, Bulgarien einerseits, sowie Frankreich, Großbritannien, Russland, Serbien, Belgien, Italien, Rumänien, Japan und die USA andererseits.

### Beziehungen zwischen 1918 und 1945

#### Nach dem Ende von Österreich-Ungarn

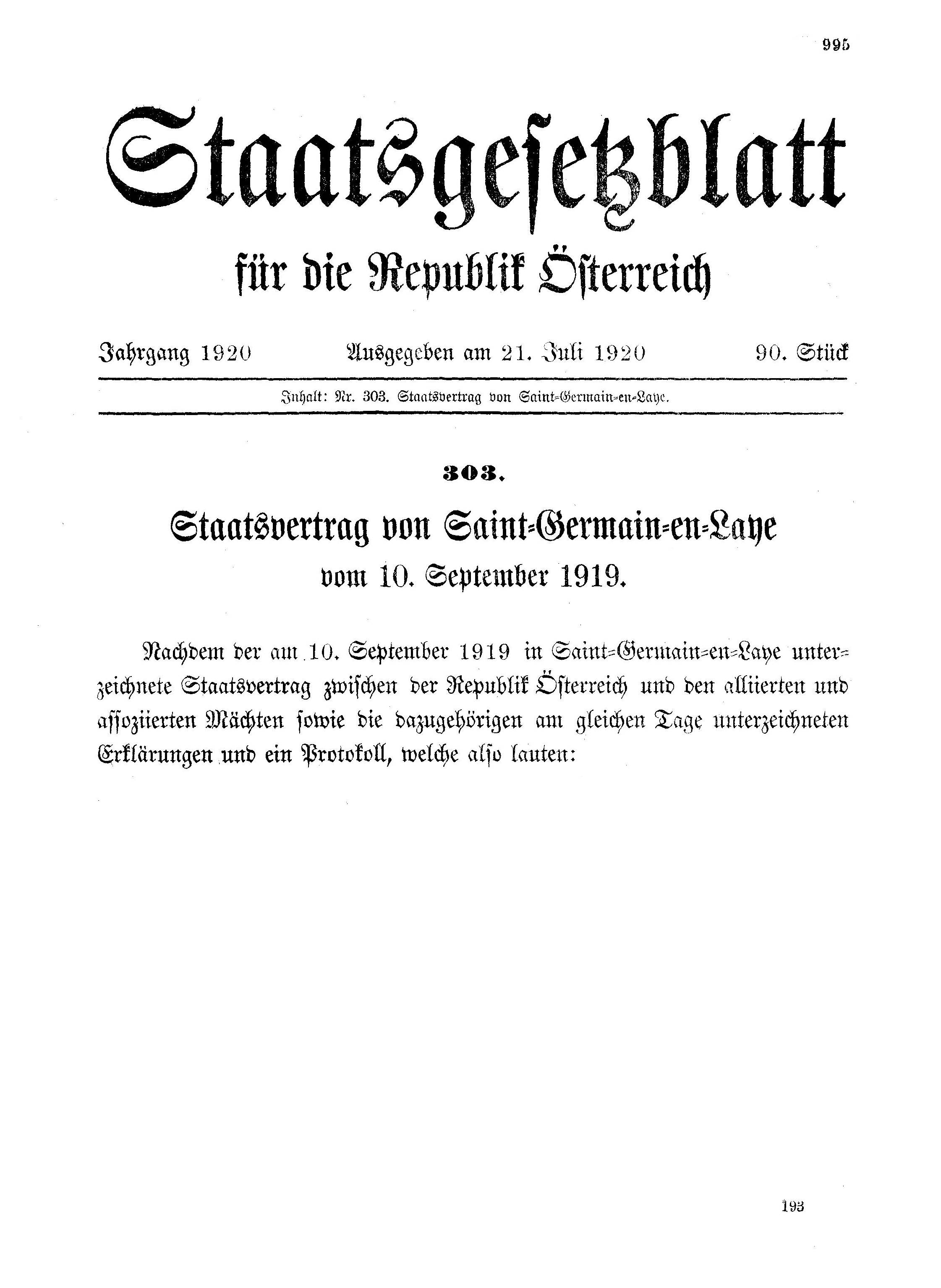
Staatsgesetzblatt für die Republik Österreich vom 21. Juli 1920: Verkündung des Vertrages von Saint-Germain-en-Laye

Die Beziehungen zwischen Österreich und Frankreich standen in der Zwischenkriegszeit vor allem unter dem Eindruck der Folgen des Ersten Weltkrieges. Mit dem 1920 in Kraft getretenen Friedensvertrag von St. Germain war das Ende von Österreich-Ungarn auch völkerrechtlich besiegelt. Dem neuen Staat Österreich wurden im Pariser Vorort St. Germain harte Bedingungen auferlegt. Frankreich war in den Friedensverhandlungen von 1919 einer der Hauptförderer eines unabhängigen Österreich, dem der Anschluss an Deutschland verboten werden sollte. Damit sollte vor allem ein Wiedererstarken Deutschlands nach 1918 verhindert werden. Nach den negativen Erfahrungen des Ersten Weltkrieges sollte unter keinen Umständen ein neuer großer deutscher Machtblock entstehen. Daher waren alle diplomatischen Bemühungen von Frankreich in der Zwischenkriegszeit darauf ausgerichtet, dass Österreich ein unabhängiger und selbständiger Staat blieb. Die Versicherung, dass die Selbstständigkeit Österreichs gewahrt werden würde, wurde zwar die gesamte Zwischenkriegszeit immer wiederholt, Frankreich war aber nicht bereit bzw. fähig, diese auch mit Waffengewalt zu verteidigen. Frankreich wäre in diesem Fall auf seinen Bündnispartner Großbritannien angewiesen gewesen. Diese wiederum sahen im Rahmen der Appeasement-Politik keinen Grund für ein Eingreifen, für den Fall, dass Österreich bedroht werden würde. Zeitgleich war Frankreich auch gegen die Restauration der Habsburger in Österreich, so dass sich der Grundsatz „Weder Anschluss noch Habsburg!“ durchsetzte.
Neben den politischen Interessen hatte Frankreich an Österreich erhebliche Wirtschaftsinteressen. Sowohl bei Banken, als auch in der Industrie, besaß Frankreich große Beteiligungen. Durch die Stärkung einer Donauföderation erhoffte sich Frankreich ein gut vernetztes wirtschaftliches Zentrum mit französischer Beteiligung mit einem Zentrum in Wien. Um dieses Ziel zu erreichen, wurde die französische Reparationskommission zu einer Hilfs- und Wiederaufbaukommission umfunktioniert. Die französische Hilfspolitik war gleichzeitig aber immer auch Machtpolitik. Während der Krise der österreichischen Creditanstalt 1931 war Frankreich nur zur Hilfe bereit, wenn Österreich seine Pläne mit einer Zollunion mit Deutschland aufgab. Bei den Völkerbundanleihen von 1923 und 1932 drängte Frankreich darauf, dass Österreich sich erneut verpflichten musste sich mindestens 20 Jahre nicht an Deutschland anzuschließen.

#### Frankreich und der österreichische Ständestaat
Nach der Ausschaltung des österreichischen Parlaments 1933 versuchte Frankreich vergeblich, die Rückkehr der Demokratie in Österreich zu erzwingen, indem Hilfszahlungen nicht bedient wurden. Obwohl in Österreich ab 1934 die Sozialisten verfolgt wurden und zeitgleich eine sozialistische Regierung in Frankreich an der Macht war, waren die diplomatischen Beziehungen mit Frankreich in dieser Zeit besser als vorher. Der Grund dafür war, dass die österreichische Regierung nun erstmals selbst das Ziel eines unabhängigen Österreich hatte und damit mit Frankreichs Wünschen auf einer Linie war. Das änderte sich schlagartig mit dem Juli-Abkommen von 1936 zwischen dem Deutschen Reich und Österreich. Obwohl das Deutsche Reich darin die Unabhängigkeit Österreichs anerkannte, sah der französische Botschafter Francois-Poncet im Abkommen eine Bankrotterklärung der österreichischen Regierung und den Weg zum Anschluss vorbereitet. Die diplomatische Entfremdung zwischen Österreich und Frankreich fand ihren vorläufigen Höhepunkt als der österreichische Bundeskanzler Schuschnigg 1936 die Einladung des französischen Außenministers zur Völkerbundtagung ablehnte. Deutschland war sich nach dieser Reaktion nun sicher, dass im Falle eines Anschlusses von Österreich von Frankreich höchstens ein diplomatischer Protest kommen würde. Am 9. März 1938 kündigte der österreichische Kanzler Schuschnigg eine Volksabstimmung zur Unabhängigkeit Österreichs für den 13. März an. Diese Ankündigung und der immer stärker drohende Anschluss von Österreich an das Deutsche Reich, trafen Frankreich am Beginn einer Regierungskrise. Am 9. März hatte die Regierung in Frankreich ihren Rücktritt beschlossen. Der französische Botschafter Francois-Poncet warnte bereits am Vormittag des 11. März, dass ein Einmarsch deutscher Truppen in Österreich wahrscheinlich unmittelbar bevorstehen würde. Der französische Außenminister Yvon Delbos zitierte daraufhin den deutschen Botschafter in Paris zu sich, um ihm die Sorge Frankreichs über die Vorgänge mitzuteilen. Gleichzeitig sprach sich Delbos auch mit dem britischen Botschafter ab, um zu einer gemeinsamen Erklärung von Frankreich und Großbritannien gegenüber dem Deutschen Reich zu kommen. Doch Großbritannien stellte klar, dass es im Falle eines Anschlusses von Österreich an das Deutsche Reich nur zu einer Protestnote und sonst zu keiner weiteren Aktion bereit wäre, was Frankreich zwingen würde, sich ebenfalls auf eine Protestnote zu beschränken.

#### Nach dem „Anschluss“
Nachdem der Anschluss an das Deutsche Reich am 13. März 1938 vollzogen wurde und Österreich daraufhin nicht mehr als eigenständiger Staat existierte, legten die Regierungen Frankreichs und Englands jeweils Protestnoten ein. Da der politische Handlungsspielraum jedoch beschränkt blieb, musste die französische Regierung den Anschluss am 2. April 1938 akzeptieren. Diplomatische Beziehungen wurden bis zum Kriegsausbruch nun über die zentralen Stellen in Berlin abgewickelt, doch Frankreich bemühte sich, weiterhin mit den österreichischen Verantwortlichen in Kontakt zu bleiben, wenngleich es von nun an keine offiziellen Ansprechpartner in Österreich mehr gab. In Paris warb Otto Habsburg um die Wiederherstellung der Monarchie, was auch von französischer Seite in Betracht gezogen wurde. Man war sich aber nicht sicher, wie die ehemaligen Kronländer auf diese Idee reagieren würden, weshalb sich in der französischen Regierung die Überzeugung durchsetzte, sich für eine Republik Österreich starkzumachen. Das Kalkül dahinter war, dass sich so der französische Einfluss in Mittel- und Zentraleuropa leichter durchsetzen lassen würde. Als Frankreich vom Dritten Reich am 10. Mai 1940 angegriffen wurde, verschwand in der französischen Regierung das Interesse, sich für Österreich einzusetzen, da von nun an die Verteidigung Frankreichs und der Kampf gegen den NS-Staat wichtiger war. Dennoch erlaubten die Franzosen den Exilösterreichern, sich politisch zu betätigen. Dafür wurden Kulturvereinigungen („l’ Autriche vivante“ und „Cercle Culturel Autrichien“) und Zeitungen („Nouvelles d’ Autriche“ und „Courrier Autrichien“) von den Exilanten gegründet. Schriftsteller wie Joseph Roth, Franz Werfel, Friedrich Torberg nutzten diese Möglichkeiten, um antinationalsozialistische Aufklärung zu betreiben und die Interessen Österreichs zu vertreten. Mit diesen Maßnahmen erreichten sie zum einen eine differenzierte Betrachtung von Deutschen und Österreichern und zum anderen wurde ein Bewusstsein geschaffen, dass nicht alle Österreicher hinter Hitler-Deutschland standen.
Als mit dem Waffenstillstandsabkommen von Compiègne Frankreich geteilt wurde, war die französische Regierung sehr darauf bedacht, wegen der vielen deutschsprachigen Migranten nicht noch größere Probleme mit dem Dritten Reich zu bekommen. Diese forderten die Rückführung aller deutschen und österreichischen Bürger, weshalb viele ins freie Südfrankreich flüchteten. Für sie wurde Frankreich damit vom „Land der Hoffnung“ zum „Land der Hoffnungslosigkeit“. Vom unbesetzten Südfrankreich wurde nun der Widerstand weiter organisiert und die Exilanten (hauptsächlich Österreicher und Tschechoslowaken) wurden in einer eigenen Sektion der Resistance zusammengefasst. 1942 wurden diese Einheiten dann ein legitimer Bestandteil der Nationalen Front Frankreichs.
Die politischen Fragen, wie mit Europa nach dem Krieg umzugehen sei, wurden zuerst von den großen Drei während der Moskauer Konferenz 1943 geklärt. Dazu zählte auch die Besetzung Österreichs. Man war sich darüber einig, dass es einen unabhängigen Staat Österreich geben sollte, es wurde aber verlangt, dass die Österreicher einen Eigenbeitrag zu ihrer Befreiung leisten müssten. Frankreich nahm die Moskauer Erklärung zur Kenntnis und empfahl sich mit einem Zuspruch für die „österreichischen Patrioten“.
Nachdem das Dritte Reich im Mai 1945 besiegt worden war, wurde Deutschland und Österreich von den Alliierten besetzt. Zuerst wollten die USA und Frankreich keine Besatzungszone in Österreich übernehmen. Nachdem die USA sich aber bereit erklärten, übernahmen auch die Franzosen einen Teil. Sie bekamen Nordtirol und Vorarlberg, dazu ein Viertel von Wien. Frankreich wollte um jeden Preis einen neuerlichen Anschluss an Deutschland verhindern, weshalb sie auch, wie die großen Drei, für ein unabhängiges Österreich eintraten. Frankreich verfolgte dieses Ziel auf drei Ebenen. Zuerst traten sie nicht als Besatzungsmacht, sondern als Befreier auf und verlangten Reparationszahlungen nur um die eigenen Truppen im Land finanzieren zu können. Der zweite Aspekt betraf die kulturelle Zusammenarbeit. Frankreich beschränkte sich nicht nur auf die Errichtung und den Betrieb von Kulturinstitutionen, sondern förderte auch lokale Initiativen, die es sonst nicht so schnell gegeben hätte. Der letzte Punkt betraf die Einflussnahme auf den zukünftigen Staatsvertrag, der 1955 zustande kommen sollte. Die unmittelbar nach dem Krieg neu gebildete Regierung unter Karl Renner organisierte die ersten freien Wahlen für den 25. November 1945. Die Siegermächte akzeptierten das Ergebnis und am 18. Dezember 1945 beschloss der Alliierte Rat, nachdem er die Zusammensetzung der neuen Regierung Figl gebilligt hatte, diese den vier alliierten Regierungen zu empfehlen. Am 22. Dezember bekam Figl schließlich die schriftliche Verständigung, dass die neugebildete Regierung anerkannt wurde. Zwei Tage zuvor wurde im Parlament von beiden Kammern auch noch das neue Staatsoberhaupt Karl Renner gewählt. Somit hatte Österreich noch vor dem Jahreswechsel 1945/46 eine funktionierende Regierung.

### Beziehungen seit 1945
Die Rolle Frankreichs im viergeteilten Nachkriegsösterreich war unter anderem durch die innerfranzösische Entwicklung bedingt und muss vor dem Hintergrund der weltpolitischen Lage gesehen werden. Obgleich Österreich vorerst vermeintlich keine außenpolitischen Vorteile für Frankreich zu bieten hatte und keine eigenen politischen Absichten geplant waren, entwickelte sich die französische Grundhaltung für eine eigenständige österreichische Außenpolitik. Frankreich war eines der maßgeblichen Besatzungsländer, das bereitwillig und freiwillig für eine zufriedenstellende Problemlösung im Nachkriegseuropa eingestanden ist.  Das „französische Element“ mitsamt seinen Repräsentanten hatte in der heutigen Kaserne Breitensee den Sitz des Hochkommissars.
Für die Wiederherstellung eines unabhängigen und demokratischen Österreich wurde ein Staatsvertrag in Planung gestellt. Dieser wurde Ende 1946 bereits in Aussicht auf die Londoner Konferenz 1947 vorbereitet. Hierbei erhielt Österreich zunächst jedoch lediglich ein Anhörungsrecht. Im Zuge der Vorverhandlungen kamen mehrere Probleme und Meinungsverschiedenheiten, sowohl zwischen den Siegermächten als auch mit Österreich, zustande. Die andauernde Verhandlung über die finanzielle Abgeltung zwischen der Sowjetunion und Österreich und deren Anspruch auf den Erdölbereich, konnte durch französischer Initiative durch den Cherrièreplan gelöst werden.
Frankreich setzte sich für Garantieklauseln im österreichischen Staatsvertrag ein und stellte zwei Hauptforderungen an Österreich. Sowohl die politische Treuhandschaft durch die Besatzungsmächte sowie die militärische Zusatzkontrolle durch eine Militärexperten-Kommission müsse gewährleistet werden. Diese Forderungen riefen jedoch starke Meinungsverschiedenheiten bei den Westmächten hervor.
„Überhaupt zeigt sich eine bemerkenswerte Tendenz vor allem Frankreichs … dem Österreich – Vertrag gewissermaßen ‚Zähne einzusetzen‘ in Form von Garantie- und Sanktionsbestimmungen...“ (G. Stourzh)
Österreich war vor allem für die Westmächte von militärisch-geographischen Bedeutung und so wurden bereits während der Staatsvertragsverhandlungen über den Wiederaufbau beziehungsweise eine Neugründung der österreichischen Armee angestellt. Die Sorge, dass bei Truppenabzug der Alliierten ein strategisches Vakuum entstehen würde, da Österreich auf eine effiziente Neubildung nicht vorbereitet war, blieb eine konstantes Problem in der französischen Österreichpolitik bis 1955. Gleichzeitig mit den Vorbereitungen eines westlichen Militärbündnis in Europa wurden von Frankreichs Seite die Pläne für die Neugründung der österreichischen Armee konkretisiert, diese wurden doch vorerst vehement von den anderen Westmächten aufgrund des zerrütteten Vertrauensverhältnis abgelehnt.
Während der Wende von den 1940er- und 1950er-Jahre verschärfte sich der Kalte Krieg und die französische Kooperations- und Integrationspolitik mit Deutschland intensivierte sich. Währenddessen blieb die französische Österreichpolitik auf alten und bewährten Wegen. Das galt für das Anschlusssyndrom ebenso wie für die doppelte Ambivalenz von positiven und negativen Zielen, anti-deutscher und anti-sowjetischer Stoßrichtung. In gewisser Hinsicht verstärkte sich diese Zwiespältigkeit sogar, indem sich sowjetische und deutsche Gefahr im französischen Bedrohungsbild koppelten. Dabei war die Überlegung ganz einfach: Wenn es in Österreich zum Bruch mit der Sowjetunion und damit mit ähnlichen Verhältnissen kommen würde wie in Deutschland, so würden die Westzonen des Landes Österreich nicht lange selbständig bleiben, sondern sich an Westdeutschland anschließen und dies fürchteten die Franzosen.
Frankreich gab daraufhin der amerikanischen Teilungspolitik in Deutschland nach langen Widerständen nach, konnte aber in Österreich an ihren Grundsätzen festhalten und diese wahren. Somit lässt sich behaupten, dass Frankreich mehr als die anderen Westmächte zur Wahrung der Einheit des Landes beitrugen.
Insgesamt war Frankreich mit der Lösung von 1955 recht zufrieden, „[…] die wichtigsten Ziele in Österreich waren erreicht: Österreich hat seine Souveränität und Unabhängigkeit wiedergefunden; seinen Entschluß zur Neutralität faßt es als souveräner Staat. Weder militärisch noch wirtschaftlich lasten auf dem Land von nun ab noch übermäßige Beschränkungen.“
Des Weiteren kann man seit diesem Zeitpunkt von guten Beziehungen zwischen Österreich und Frankreich ausgehen, welche beiderseits in wirtschaftlicher, kultureller und sozialer Hinsicht genutzt werden.
Allgemein betrachtet brachte der Abschluss des Staatsvertrages einen Beitrag zur internationalen Entspannung.

## Wirtschaftliche Beziehungen

### Außenhandel zwischen Österreich und Frankreich vor dem EU-Beitritt Österreichs 1995
Österreich wies mit Frankreich traditionell ein bilaterales Handelsbilanzdefizit auf, mit einer einzigen Ausnahme im Jahr 1952. Die 1950er-Jahre waren geprägt von einer geringeren Dynamik mit Frankreich im Vergleich zum Gesamthandel, während die 1960er-Jahre gerade exportseitig eine überdurchschnittlich starke Zunahme Frankreichs am Gesamtexports Österreich mit sich brachten. Gegen Ende der 1960er-Jahre fiel dann der Anteil wieder zurück, um erst wieder im Zuge des bilateralen Außenhandelsbooms in den späteren 1970er-Jahren besonders anzuziehen, was Frankreich als österreichischen Handelspartner aufwertete und infolge größerer Anstrengungen mehr österreichische Exporteure in den Frankreichhandel trieb.

### Wirtschaftliche Beziehungen zwischen Österreich und Frankreich bis heute
Dem generellen Trend entsprechend, haben sich diesbezügliche Verbindungen der beiden Länder vor allem in den letzten Jahrzehnten sowie zusätzlich ab dem Beitritt Österreichs zur Europäischen Union im Jahr 1995 intensiviert. So hat sich das Ausmaß des Außenhandels zwischen Österreich und Frankreich im Zeitraum 1995 bis 2015 etwa mehr als verdoppelt. Für das Jahr 2015 zeigt sich Frankreich dabei als nach Deutschland, den USA, Italien und Schweiz fünftwichtigste Destination für österreichische Warenexporte und als siebentwichtigster Partner bei Warenimporten nach Österreich.

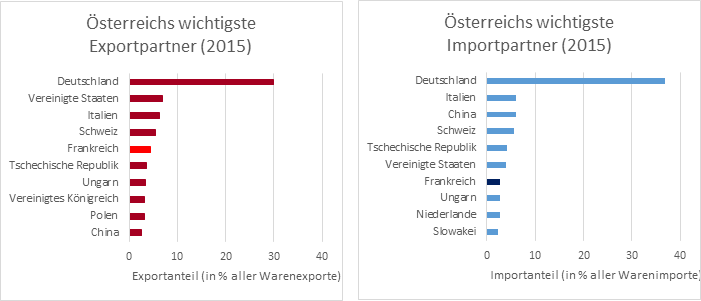
Die wichtigsten Handelspartner Österreichs 2015 (eigene Bearbeitung auf Basis der Daten von Statistik Austria)

Während dabei bis um das Jahr 2000 der Wert der Importe französischer Waren nach Österreich typischerweise den Wert der Exporte nach Frankreich übertroffen hat, was einem Handelsbilanzdefizit aus österreichischer Sicht entspricht, ist zuletzt der Wert der Warenexporte nach Frankreich weit höher gelegen als jener der entsprechenden Importe. Dies ergibt sich daraus, dass die Warenimporte aus Frankreich nach Österreich seit 2000 auf einem ähnlichen Niveau schwanken, während die österreichischen Warenlieferungen nach Frankreich im selben Zeitraum massiv zugenommen haben und 2016 erstmals über 6 Milliarden Euro betragen dürften.

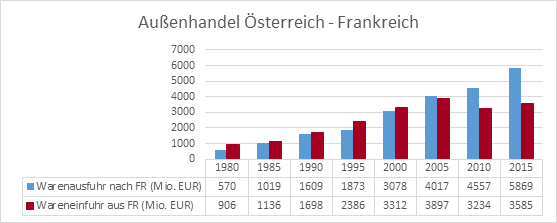
Entwicklung des Außenhandels zwischen Österreich und Frankreich von 1980 bis 2015 (eigene Darstellung auf Basis der Daten von WKO, Stabsabteilung Statistik, Stand 10/2016)

Der dementsprechende Handelsbilanzüberschuss auf Seiten Österreichs belief sich im Jahr 2015 in etwa auf 2.284 Millionen Euro, was für Österreich den zweitgrößten Handelsbilanzüberschuss mit einem anderen Land nach den USA und noch vor Großbritannien darstellt.

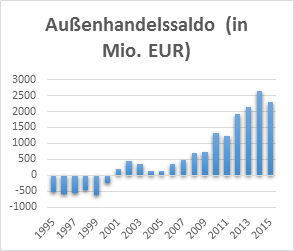
Entwicklung des Saldos beim Außenhandel zwischen Frankreich und Österreich im Zeitraum 1995–2015

Einen positiven Saldo auf Seiten Österreichs wies im Jahr 2015 auch die Dienstleistungsbilanz gegenüber Frankreich auf, wobei hier Dienstleistungsexporte von rund 1.190 Millionen Euro Dienstleistungsimporten von ziemlich genau 1.000 Millionen Euro gegenüberstanden.
Was die Struktur des Engagements österreichischer bzw. französischer Unternehmen im jeweils anderen Land betrifft, zeigen sich unter den französischen Unternehmungen in Österreich vor allem Großkonzerne als dominant, welche Österreich häufig auch als Plattform für den Zugang zu anderen mittel- und osteuropäischen Märkten nutzen. Französische Klein- und Mittelbetriebe sind dagegen verhältnismäßig selten in Österreich präsent und nutzen oftmals eher deutsche Niederlassungen oder Partner um den österreichischen Markt zu beliefern. Gegensätzlich dazu finden sich unter den österreichischen Unternehmen in Frankreich zahlreiche Klein- und Mittelunternehmen, oftmals Marktführer in Nischensegmenten, welche sich zunehmend am französischen Markt engagieren und diesen teils auch als Sprungbrett in andere Länder, insbesondere auch nach Übersee, nützen. Eine bedeutende Rolle für die Erschließung des französischen Marktes spielt aufgrund der geographischen und kulturellen Nähe sowie teils geschichtlich und geographisch bedingter Kenntnisse der deutschen Sprache insbesondere das östliche Frankreich rund um Straßburg und die Region Elsass.
Einige der bekanntesten der über 300 französischen Unternehmen – vorwiegend Töchterunternehmen und Filialen mit über 17.000 Beschäftigten –, die sich am österreichischen Markt engagieren, sind Renault (über 185 Filialen), weitere Fahrzeugproduzenten wie Citroën und Peugeot sowie Total oder Schneider Electric. Umgekehrt sind es bei den österreichischen Unternehmen in Frankreich zum Beispiel die Mayr-Melnhof Gruppe, die Montana Holding, die Salzburger Aluminium oder Wienerberger.
Branchenmäßig entfällt ein großer Teil der österreichischen Exportprodukte auf die Bereiche Maschinen- und Anlagenverkäufe, Zugmaschinen und Kfz, Kunststoffprodukte, elektrische Maschinen und Apparate, Pharmazeutika sowie den Bereich Eisen und Stahl sowie daraus hergestellte Waren. Dem Lebensmittelsektor mit der Lieferung von Back- und Zuckerwaren sowie Fruchtsäften und Energy Drinks kommt ebenfalls Bedeutung zu. Auf Seite der Einfuhren nach Österreich wiederum nimmt die Lieferung von Kraftfahrzeugen eine herausragende Rolle ein, gefolgt von Maschinen und Anlagen, Lebensmitteln, Kunststoffeprodukten, Elektrischen Maschinen und Apparaten sowie Pharmazeutika. Die wichtigsten Branchen für den Austausch von Waren zwischen Österreich und Frankreich sind einander somit im Export- und Importbereich durchaus ähnlich.
Die österreichischen Direktinvestitionen in Frankreich beliefen sich 2015 auf rund 3.737 Millionen Euro, womit Frankreich auf Rang 17 im Länderranking österreichischer Direktinvestitionen liegt, und zeigten sich dabei für rund 9.000 Arbeitsplätze verantwortlich. Dem standen im entsprechenden Jahr Direktinvestitionen aus Frankreich von 3.133 Millionen Euro entgegen, welche in etwa 10.000 Arbeitsplätze bei den entsprechenden Unternehmungen in Österreich sicherten.

### Bedeutende Institutionen im Bereich wirtschaftlicher Beziehungen zwischen Österreich und Frankreich

#### Außenhandelsstellen der Wirtschaftskammer in Paris und Straßburg
Die österreichische Wirtschaftskammer hat zwei Vertretungen in Frankreich. Die Außenhandelsstelle Straßburg ist dabei speziell für den Osten Frankreichs und die Betreuung österreichischer Unternehmen und die Forcierung französisch-österreichischer Wirtschaftsbeziehungen in den Regionen Elsass und Lothringen zuständig. Die Stelle in Paris ist für selbige Tätigkeiten im Rest des Landes verantwortlich, wobei eine enge Kooperation der beiden Stellen besteht. Die Stelle in Paris wurde historisch als allererste Außenstelle der Wirtschaftskammer gegründet und bildete den Grundstein für ein heute über 100 Stellen im Ausland umfassendes Netzwerk. WKO-Präsident Julius Raab ernannte damals den in Frankreich lebenden Österreicher Eugen Fritz zum ersten Repräsentanten, welcher sich hauptsächlich darum kümmern sollte, für das damals kriegsbedingt zerstörte Österreich lebenswichtige Importe zu organisieren. Allgemein unterstützen die Außenwirtschaftscenter, welche im Ausland auch unter dem Namen Advantage Austria auftreten, vor allem österreichische Firmen bei der Suche nach geeigneten Handelspartnern im Ausland und bieten länderspezifische Information für bereits am jeweiligen Markt tätige oder an diesem interessierte österreichische Unternehmen. Neben den diesbezüglichen quartalsmäßigen Updates und jährlichen Berichten werden auch spezifischen Brancheninfos publiziert und zahlreiche Vernetzungstreffen und themenspezifische Events veranstaltet sowie die Teilnahme von Unternehmen an Fachmessen unterstützt.

#### Chambre de Commerce Franco-Autrichienne (CCFA)
Die Französisch-Österreichische Handelskammer wurde 1989 gegründet und zählt rund 300 Mitglieder, sowohl französische Niederlassungen in Österreich als auch österreichische Firmen und Privatleute. In Zusammenarbeit mit dem Büro Ubifrance Österreich bietet die CCFA Dienstleistungen für französische sowie österreichische Firmen an: Ansiedlung von Unternehmen, Miete von Büroräumlichkeiten, Bereitstellung des Kontaktnetzwerkes der Handelskammer in Frankreich und in Österreich.

#### Ubifrance
Mit einem weltweiten Netz von 80 Büros in 70 Ländern unterstützt Ubifrance französische Unternehmen bei der Erschließung ausländischer Märkte. In Wien arbeitet die Agentur mit der französisch-österreichischen Handelskammer zusammen. Ubifance informiert über französische Technologien, Produkte und Dienstleistungen und stellt den Kontakt zwischen französischen Unternehmen und Gesellschaftspartnern im Ausland her.

#### Das Österreichisch-Französische Zentrum (ÖFZ)
Das 1978 vom damaligen französischen Staatspräsidenten Jacques Chirac und dem österreichischen Bundeskanzler Bruno Kreisky gegründete Zentrum legt seinen Fokus auf die Organisation von internationalen Konferenzen, bilateralen Kolloquien und Seminaren, um dadurch die Beziehungen der beiden Länder zu stärken und dabei die Expansionspolitik der Europäischen Union durchzusetzen. In enger Zusammenarbeit mit dem französischen Institut für internationale Beziehungen (IFRI) arbeitet das ÖFZ als internationales Forum, in dessen Rahmen der politische Dialog zwischen den Ländern gefördert werden soll.

#### Austria Business Agency
Die 1982 gegründete Austrian Business Agency (ABA) ist eine staatliche Organisation, welche ausländische Direktinvestitionen in Österreich unterstützt. Die diesbezüglichen Vorteile Österreichs werden nach außen kommuniziert und ausländische Investoren werden vor allem zu standortrelevanten wirtschaftlichen, politischen und rechtlichen Fragen beraten und informiert.

#### Österreich Werbung
Die Österreich Werbung ist teils im Eigentum der Republik Österreich und teils im Eigentum der Wirtschaftskammer Österreich. Sie besitzt ein internationales Netz und bemüht sich Marktwissen über Quellmärkte des österreichischen Tourismus zu sammeln und dieses Wissen an die österreichische Tourismuswirtschaft weiterzugeben sowie gezielte Werbeimpulse zur Forcierung eines erkennbaren Images für Österreich zu setzen.

## Kulturelle Beziehungen
Die kulturellen Beziehungen zwischen den beiden Ländern sind besonders reichhaltig. Zahlreiche französische Künstler, Musiker und Intellektuelle treten regelmäßig in Österreich auf.
Französisch bleibt die am häufigsten erlernte Fremdsprache in Österreich nach Englisch. Angesichts des hohen Stellenwerts, den die österreichischen Behörden der französischen Sprache in ihrem Schulsystem beimessen, erhielt Österreich im Jahr 2006 den Beobachterstatus innerhalb der internationalen Organisation der Frankophonie. Darüber hinaus bestehen wichtige und vielseitige Zusammenarbeitsprogramme auf Schul- und Hochschulebene. Frankreich ist das zweite Zielland österreichischer Studierender nach Spanien und vor den Vereinigten Staaten.

### Kulturinstitute
Bei der Gründung der französischen Kulturinstitute in Österreich nach dem Ende des Zweiten Weltkrieges waren neben der Tilgung des nationalsozialistischen Gedankenguts und der Demokratisierung die dauerhafte Einflusssicherung Frankreichs in Österreich die Hauptziele. Dazu wurde am 15. März 1947 ein Kulturabkommen zwischen Frankreich und Österreich geschlossen. und am 10. November 1947 das Wiener Kulturinstitut eingeweiht, welches Sprachkurse und kulturelle Veranstaltungen aller Art zu seinen Aufgabengebieten zählte. Im Laufe der 1960er- und 1970er-Jahre wurde der Schwerpunkt vor allem auf die Sprachvermittlung verlegt, was neben theoretischen Überlegungen insbesondere der Budgetknappheit geschuldet war. In den 1980er- und 1990er-Jahren wurde trotz anhaltender Budgetknappheit versucht, den kulturellen Bereich einer größeren Bevölkerungsgruppe zugänglich zu machen und die Institute zu modernisieren.

#### Institut Français Autriche
Das Institut Français Autriche hat sich fünf Hauptziele gesetzt, die den Unterricht vom Französisch als Fremdsprache, die Vermittlung der zeitgenössischen französischen Kultur sowie Kulturaustausch und die Unterstützung der wissenschaftlichen und universitären Kooperation zu Grunde haben, sowie die Information über Frankreich und die Organisation von Diskussionen.

#### Französische Kultur von Klassik bis Pop
Das französische Kulturinstitut veranstaltet zahlreiche Lesungen, Konzerte, Vorträge mit Frankreich-Bezug sowie Sprachkurse auf allen Niveaus. Mit der “médiathèque” verfügt das Kulturinstitut über eine umfangreiche Sammlung französischsprachiger Bücher, Zeitschriften, CDs und DVDs.
Jährlich im April findet das „Festival du Film Francophone“ im Wiener Votiv Kino statt. Mit dem „Literatursalon im Palais“, einem literarisch-musikalischen Abend, fördert der französische Kulturverein die Vernetzung österreichischer und französischer Literatur und Musik. Zweck der Literatursalons im französischen Kulturinstitut ist es, Vertreter österreichischer, französischer und internationaler Literatur und Musiker zu vernetzen, sowie Neuveröffentlichungen zu präsentieren und im Palais interessante Abende zu bieten.
Der Kulturverein „Club du Mardi“ ist stärker auf Popkultur spezialisiert und veranstaltet die „Fête de la FrancOFFonie“ in Wien sowie die österreichische Ausgabe der „Fête de la Musique“, die von Frankreich ihren Ausgang nahm, mittlerweile aber in der ganzen Welt stattfindet. Der „Club du Mardi“ arbeitet zudem mit der Radiosendung „Les Sardines francophones“ zusammen, die jeden Montag von 22 bis 23 Uhr auf Radio Orange ausgestrahlt wird. Heutzutage hat sich die Palette der Angebote stark erweitert. Neben Sprachkursen und Sprachprüfungen gibt es ein breites Netz an Bildungskooperationen und kulturellen Veranstaltungen.

### Bildungskooperation
Die Bildungs- und Forschungskooperation zwischen Österreich und Frankreich begann offiziell mit dem Abschluss des österreichisch-französischen Kulturabkommens 1947. Dieses beinhaltete drei zentrale Maßnahmen, welche die Schaffung von Gastlektoraten an den Universitäten beider Länder, der Austausch von Professoren und Studierenden und das Abkommen zur gegenseitigen Anerkennung der Diplome beinhalten.
Das bilaterale Abkommen über wissenschaftliche und technische Zusammenarbeit, kurz Wissenschaftlich-Technisches Abkommen (WTA), von 1968 ist zwar ein eigenes Abkommen, kam aber einer Erweiterung des Kulturübereinkommens von 1947 gleich. Ab Anfang der 1970er-Jahre und vor allem im Laufe der 1980er-Jahre entstanden verstärkt Universitätspartnerschaften zwischen Frankreich und Österreich. Im Bereich der Projektförderung besteht seit 1997 mit Amadée eine österreichisch-französische Kooperation. Ab den 1990er-Jahren ist Österreich in diverse multilaterale Kooperationsprogramme eingestiegen, welche die bilateralen Partnerschaften zwischen Österreich ergänzten bzw. in den Hintergrund rückten. Dazu zählen Erasmus, Lingua, Socrates (mittlerweile Erasmus+).
Aber auch heute bestehen auf universitärer Ebene einige französisch-österreichische kooperative Masterprogramme wie das soziolinguistische gemeinsame Masterprogramm (Universität Paris 5 und Universität Innsbruck), das soziologisches gemeinsame Masterprogramm (Universität Paris 8 und Universität Wien), MATILDA als gemeinsames Masterprogramm der Universität Wien und der Universität Lyon II und ein gemeinsames Masterprogramm in kreolischer Anthropologie (Universität Wien und Universität Lyon II).

#### Lycée Français de Vienne
Das Lycée Français de Vienne wurde am 11. Mai 1946 eröffnet und befindet sich heute innerhalb des großen Parks des Palais Clam-Gallas in der Liechtensteinstraße 37a.
Am 15. März 1947 wurde ein erster Vertrag zwischen der Österreichischen und der Französischen Republik geschlossen, um die Zusammenarbeit in den Bereichen Erziehung, Ausbildung und Universität sowie auf literarischem, wissenschaftlichem und künstlerischem Gebiet zu fördern.
Das Abkommen vom 22. Februar 1952 definierte einerseits das Verhältnis zwischen Matura und Baccalauréat zueinander sowie anderseits den jeweiligen Stellenwert des österreichischen und französischen Unterrichts. Nach mehrmaligen Aktualisierungen (1960, 1962, 1968) beinhaltet der bis heute gültiger Vertrag vom 27. Jänner 1983 die Kernpunkte des ursprünglichen Textes.

### Weitere Beispiele für Zusammenarbeit

#### Vielfältiges Vereinsnetzwerk
Die französische Community ist nicht nur im kulturellen Bereich äußerst gut vernetzt: In Österreich gibt es rund 50 französische Vereine und Initiativen. Darunter etwa die weltweit agierenden Vereine von Auslands-Franzosen – “Union des Français de l’Etranger” (UFE) und “Association Démocratique des Français à l’Etranger” (ADFE). Beide sind neben ihrem kulturellen und gesellschaftlichen Engagement auch politisch aktiv – die UFE konservativ, die ADFE eher links – und entsenden Vertreter zur Versammlung der Auslands-Franzosen in Paris, die dem französischen Außenministerium untersteht.
Der „Sportclub Wien Paris“ veranstaltet regelmäßig Lauftreffs, Rennradfahrten, Wanderungen etc. – mit dem Ziel, die „österreichisch-französische Freundschaft über dem Wege des Sportes“ zu fördern. Der Sportclub ist seit 2012 aktiv und entstand aus der Sportgruppe der französischen Botschaft. Zudem sind in den 15 österreichweit existierenden Pétanque-Klubs (Pétanque ist eine Boule-Sportart) sowie im Rugby-Verein des Lycée Français, dem “RC Stade Viennois”, viele Personen mit französischen Wurzeln aktiv.

#### Internationale Organisation der Frankophonie
Internationale Organisation der Frankophonie ist für die internationale Zusammenarbeit zwischen ihren Mitgliedstaaten und Regierungen zuständig. Sie entstand 2005 aus der Agentur für kulturelle und technische Zusammenarbeit, welche 1970 in Niger gegründet wurde. Sie hat 54 Mitglieds-, 23 Beobachter- und drei Teilhaberstaaten. Österreich nimmt in dieser Organisation die Rolle eines Beobachterstaates ein. Ihre selbstformulierten Ziele sind zum einen die Förderung der französischen Sprache sowie der kulturellen und linguistischen Vielfalt des Friedens, der Demokratie und der Menschenrechte, zum anderen das Engagement für schulische und berufliche Bildung, für das Hochschulwesen und die Forschung. Weiters ist der Ausbau der Zusammenarbeit für eine nachhaltige Entwicklung als Ziel angegeben.

#### Österreichisch-Französisches Zentrum für Annäherung in Europa (ÖFZ)
Das Österreichisch-Französische Zentrum für Annäherung in Europa wurde auf die Idee Bruno Kreiskys beim Besuch des französischen Botschafters Georges Gaucher am 31. Mai 1976 zum Projekt der beiden Staaten. Am 27. Juli 1979 fand ein Treffen zwischen dem französischen Premierminister Raymond Barre und Willibald Pahr statt, bei dem unter anderem die Schaffung des Österreichisch-Französisch Zentrums schließlich finalisiert wurde. Seitdem gilt es als Zentrum für den internationalen Gesprächs- und Gedankenaustausch unter Politikern, Naturwissenschaftlern und anderen international wichtigen Persönlichkeiten.

#### Bruno Kreisky Forum
Das Bruno Kreisky Forum wurde 1991 in Gedenken an Bruno Kreisky gegründet und dient bis heute als Zentrum des internationalen Dialogs für jegliche Diskussionen und Gespräche über Politik, Naturwissenschaften oder andere Themen, über die ein Meinungsaustausch möglich ist. Das Gebäude selbst befindet sich in der Armbrustergasse 15 im 19. Bezirk der Stadt Wien.